# Primula agleniana
Primula agleniana är en viveväxtart som beskrevs av Isaac Bayley Balfour och George Forrest. Primula agleniana ingår i släktet vivor, och familjen viveväxter. Inga underarter finns listade i Catalogue of Life.